# Wilfried Kowarik
Wilfried Kowarik OSB (* 13. Juni 1952 in Wien; † 20. Jänner 2018 ebenda) war ein österreichischer Benediktiner, Historiker, Archivar und seit 2002 Prior des Stiftes Melk.

## Leben
Kowarik besuchte das Bundesrealgymnasium Wien VII und maturierte 1970. Im selben Jahr trat er in das Stift Melk ein, legte 1975 die feierliche Profess ab und wurde 1976 zum Priester geweiht. Er studierte Theologie an der Universität Salzburg und Geschichte und Geographie an der Universität Wien. Seit 1976 ist er außerdem Stiftsarchivar, seit 1981 unterrichtete er – bis 2014 – am vom Stift unterhaltenen Stiftsgymnasium Melk Geographie und Geschichte, als dessen stellvertretender Direktor er bis zur Pensionierung fungierte. Auch als Klerikermagister war er tätig. Am 12. Oktober 2001 wurde Prior Georg Wilfinger zum neuen Abt des Stiftes gewählt, wodurch dieses Amt vakant wurde. Am 15. Jänner 2002 ernannte der neue Abt daher nach Befragung des Konvents Kowarik zum neuen Prior.

## Schriften
- Stift Melk. Geschichte und Gegenwart. 4 Bände, Verlag NÖ Pressehaus, St. Pölten 1981–1985. ISBN 3-85326-643-6
- Das Studium der Altenburger Kleriker in Melk 1834–1852. In: Ralph Andraschek-Holzer: Benediktinerstift Altenburg 1144 - 1994. EOS-Verlag, Augsburg 1994. ISBN 3-88096-734-2
- mit Johann Six: ...wie die Eisenbahn nach Wullersdorf kam. Verlag Wullersdorfer Geschichtsverein, Wullersdorf 2008.
- P. Wilhelm Schier (1880–1956), Autor des „Schier-Atlasses“ in Harald Hitz: Waldviertler Biographien. 3, Verlag Waldviertler Heimatbund, Horn 2010. ISBN 978-3-900708-26-9